# Pachybrachis alpinus
Pachybrachis alpinus là một loài bọ cánh cứng trong họ Chrysomelidae. Loài này được Rapilly miêu tả khoa học năm 1982.